# ヨレ・フェルストラーテン
ヨレ・フェルストラーテン（Jorre Verstraeten 1997年12月4日- ）はベルギー出身の柔道選手。階級は60kg級。

## 経歴
2013年のヨーロッパユースオリンピックフェスティバル50㎏級で2位になると、世界カデでは3位だった。2014年のユースオリンピック55㎏級では3位だった。2017年にはヨーロッパジュニアの60㎏級で2位、グランプリ・カンクンで3位になった。2019年のヨーロッパ競技大会では3位だったが、グランプリ・テルアビブでIJFワールド柔道ツアー初優勝を飾った。2020年のヨーロッパ選手権では3位だった。2021年のグランドスラム・アンタルヤでは優勝した。2022年のヨーロッパ選手権では3位だったが、グランドスラム・ブダペストで優勝した。2023年の世界選手権では5位だった。
IJF世界ランキングは3596ポイント獲得で7位(23/5/15現在)。

## 主な戦績
- 2013年 - ヨーロッパユースオリンピックフェスティバル　2位(50㎏級)
- 2013年 - 世界カデ　3位(50㎏級)
- 2014年 - ユースオリンピック　3位(55㎏級)
- 2017年 - グランプリ・カンクン　3位
- 2017年 - ヨーロッパジュニア　2位
- 2019年 - グランプリ・テルアビブ　優勝
- 2019年 - ヨーロッパ競技大会　3位
- 2020年 - ヨーロッパ選手権　3位
- 2021年 - グランドスラム・アンタルヤ　優勝
- 2022年 - ヨーロッパ選手権　3位
- 2022年 - グランドスラム・ブダペスト　優勝
- 2023年 - グランドスラム・テルアビブ　3位
- 2023年 - グランドスラム・アンタルヤ　3位
- 2023年 - 世界選手権　5位

(出典、)